# Epiplema columba
Epiplema columba är en fjärilsart som beskrevs av Holloway 1976. Epiplema columba ingår i släktet Epiplema och familjen Uraniidae. Inga underarter finns listade i Catalogue of Life.